# Legal Entity Identifier
Il Legal Entity Identifier, abbreviato in codice LEI (Legal Entity Identifier) è stato istituito nel 2018 ed è attribuito per identificare le parti di operazioni finanziarie di tutto il mondo in tutti i mercati e sistemi giuridici.
Il LEI è un codice basato sullo standard internazionale ISO 17442. Esso è formato da 20 caratteri alfanumerici che consentono di identificare ciascun soggetto giuridico: è simile ad un codice fiscale e può essere richiesto tramite il servizio di InfoCamere, la LOU autorizzata a rilasciare codici LEI e accreditata dalla GLEIF in Italia, oppure dal servizio a pagamento Registro LEI

## Storia del Sistema Legal Entity Identifier
Prima del 2012 non esistevano Legal Entity Identifiers (noti anche come codici o numeri LEI o semplicemente come LEI). Ogni paese usava i propri codici e sistemi per tracciare le transazioni finanziarie. Ne derivava che era pressoché impossibile identificare transazioni di controparte all’interno del mercato globale.
La crisi finanziaria del 2008 ha evidenziato la necessità di un quadro normativo unificato in grado di consentire alle autorità di regolamentazione e alle banche centrali di tracciare con precisione le transazioni finanziarie internazionali. In particolare, le indagini relative al crollo della Lehman Brothers hanno subito notevoli rallentamenti perché gli organismi preposti non erano in grado di valutare né l’esposizione dei partecipanti al mercato, men che meno di analizzare le connessioni tra i medesimi. Queste lacune erano già state denunciate anni prima dai rappresentanti del mercato e sottolineavano la necessità di un sistema internazionale che consentisse alle parti interessate di tracciare rapidamente e con precisione le transazioni all’interno del mercato globale.
Il settore privato aveva tentato e fallito per circa 20 anni di ottenere un supporto sufficiente per implementare un quadro normativo globale volto all’identificazione e al controllo delle transazioni finanziarie internazionali. Una delle conseguenze della crisi finanziaria del 2008, è stato il coinvolgimento di alcuni importanti critici della politica finanziaria globale, come l’Office of Financial Research (Dipartimento Ricerche Finanziarie) (OFR). In definitiva, nel 2011 i leader del G20 hanno dato il mandato al Financial Stability Board (FSB) di gettare le basi per la creazione di un quadro normativo che supportasse i LEI, nonché di un organismo di regolamentazione competente a sovrintendere al rilascio dei LEI. I suggerimenti dell’FSB sono stati successivamente approvati dai leader del G20 a metà 2012 e i primi LEI sono stati emessi pochi mesi dopo, nel dicembre 2012. 

## Struttura del codice
Il codice LEI è strutturato in 4 sezioni:

- 1-4: Prefisso utilizzato per garantire l'univocità dei codici rilasciati dagli emittenti di codici LEI;
- 5-6: Caratteri riservati (per ora settati a 0);
- 7-18: 12 caratteri assegnati dalle LOU (Unità Operative Locali) ai sensi di politiche di attribuzione solide, trasparenti e affidabili al soggetto richiedente;
- 19-20: 2 cifre di controllo check digit così come descritte nello standard ISO 17442.

## Richiesta del codice
Per richiedere il codice LEI è necessario fornire i seguenti dati, indicati dallo standard ISO 17442:
- Il nome della persona giuridica così come presente nei registri ufficiali;

- La sede legale della persona giuridica;

- Il Paese di costituzione;

- I codici per la rappresentazione dei nomi dei Paesi e le loro suddivisioni;

- La data della prima assegnazione del codice LEI, la data dell’ultimo aggiornamento delle informazioni associate al codice LEI e la data di scadenza, se applicabile.

La persona giuridica e l'organizzazione che emette i codici LEI possono concordare la registrazione di ulteriori informazioni.